# 联元
联元（1838年—1900年8月11日），字仙蘅，崔佳氏，满洲镶红旗人。晚清官員，庚子事变受難者，与徐用仪、许景澄、袁昶、立山合称“庚子被禍五大臣”。

## 生平
同治七年（1868年）进士，選庶吉士，散館授檢討，累遷侍講。後出任安徽太平府知府，調安慶府，改署滁和道，遷廣東惠潮嘉道道員。光緒二十四年（1899年）擢安徽按察使，入覲後改三品京堂，在總理衙門行走。次年，補内阁学士。
義和團運動爆發後，拳民入北京，围攻各国使馆。徐桐、崇绮稱“民气可用”，縱容拳民。在御前会议上，联元与崇绮争论，谓：“民气可用，匪气不可用。”八國聯軍攻陷天津大沽后，载漪等仍一味主战。联元反驳：“甲午之役，一日本且不能胜，况八强国乎？傥战而败，如宗庙何？”载漪斥其言不祥，七月十七日，与徐用仪、立山一同被斩。後得到平反昭雪，予諡文直。

## 延伸阅读
[在维基数据编辑]
 《清史稿/卷466》，出自趙爾巽《清史稿》